# Sytuacja prawna i społeczna osób LGBT w Danii

Tęczowa flaga – symbol społeczności LGBT

Tęczowa flaga w kształcie Danii

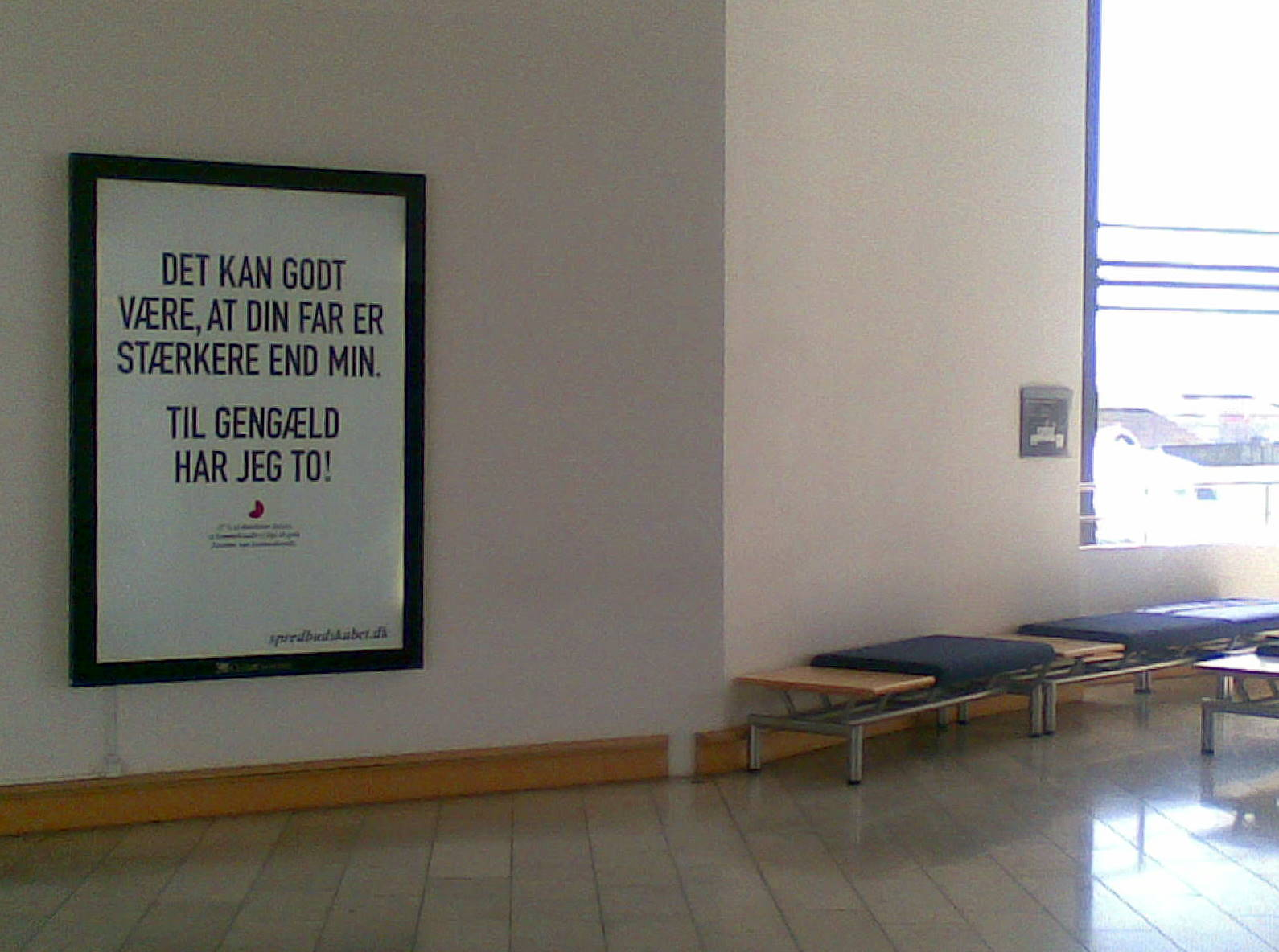
Plakat na lotnisku w Kopenhadze: Być może Twój ojciec jest silniejszy niż mój... za to ja mam dwóch ojców!

## Prawo wobec kontaktów homoseksualnych
Kontakty homoseksualne zostały zalegalizowane w Danii w 1933 roku, a w 1976 roku zrównano ze sobą wiek osób legalnie dopuszczających się kontaktów homo- i heteroseksualnych, wynosi on 15 lat.

## Ochrona prawna przed dyskryminacją

### Ogólnokrajowa
Duńskie prawo gwarantuje ogólny zakaz dyskryminacji przez wzgląd na orientację seksualną. Został on zawarty w kodeksie karnym i obejmuje różne dziedziny życia. Przepisy te obowiązują w kraju od 1987 roku.
Podobny zakaz został również zawarty w 1996 roku w kodeksie pracy. Geje, lesbijki i biseksualiści nie są wykluczeni ze służby wojskowej z powodu swojej orientacji seksualnej.

### Azyl
Duńskie przepisy prawne przyznają prawo osobom do ubiegania się o azyl polityczny z powodu prześladowań przez wzgląd na orientacje seksualną we własnym kraju.

## Uznanie związków osób tej samej płci
Dania była pierwszym krajem na świecie (1989), który umożliwił zawieranie związków partnerskich par tej samej płci. Od 2012 roku pary jednopłciowe mogą zawierać związki małżeńskie, w związku z czym ustawę o rejestrowanych związkach partnerskich uchylono.

### Ogólnokrajowe
W 1986 roku Dania zalegalizowała konkubinaty par tej samej i przeciwnej płci. Przyznają część praw właściwych dla małżeństwa.
W 1989 roku Dania stała się pierwszym krajem na świecie, w którym umożliwiono rejestrację związków partnerskich par tej samej płci. Dawały one większość praw z tych, jakie mają małżeństwa heteroseksualne. W 1999 roku Dania umożliwiła parom tej samej płci adopcję dzieci, ale tylko dzieci jednego z partnerów, a nie obcych (np. z domu dziecka). W wyniku kolejnej nowelizacji, w 2010 roku, pary jednopłciowe uzyskały możliwość adopcji dzieci niespokrewnionych z żadnym z partnerów.
Od początku wejścia w życie ustawy do końca 2003 roku swój związek zalegalizowało ponad 5500 par homoseksualnych. Najwięcej z nich w stolicy - Kopenhadze. Wychowują one razem ponad 220 dzieci.
W 2004 roku socjaliści (opozycja) zaproponowali projekt ustawy legalizującej małżeństwa osób tej samej płci.
W maju 2010 roku parlament uchwalił ustawę przyznającą parom homoseksualnym, będącym w związku partnerskim, prawo do adopcji dzieci.
W czerwcu 2010 roku parlament, stosunkiem głosów 51-57, odrzucił projekt ustawy legalizującej małżeństwa osób tej samej płci.
W marcu 2012 roku minister spraw społecznych i integracji Karen Hækkerup oraz minister ds. równouprawnienia i ds. kościelnych Manu Sareen w imieniu rządu złożyli w parlamencie dwa projekty ustaw otwierających instytucję małżeństwa dla par tej samej płci. Pierwszy z projektów nowelizował prawo małżeńskie, uchylając jednocześnie ustawę o rejestrowanych związkach partnerskich z 1989 roku. Drugi dotyczył natomiast zawierania małżeństwa jednopłciowego w kościele. Oba te projekty zostały znaczną większością głosów uchwalone w dniu 7 czerwca 2012 roku (pierwszy z nich przy 85 głosach za, 24 przeciwnych i 2 wstrzymujących się, drugi przy 105 głosach za, bez głosów przeciwnych i wstrzymujących się). W dniu 12 czerwca 2012 roku zostały podpisane przez królową i weszły w życie 15 czerwca tego roku.

### Terytoria zależne
W 1994 roku terytorium autonomiczne Danii, Grenlandia, przyjęła duńską ustawę o związkach partnerskich par tej samej płci. Ustawa ta weszła w życie w 1996 roku.

## Życie osóbLGBTw kraju
Duńczycy należą do społeczeństw bardzo tolerancyjnych wobec przedstawicieli LGBT.
Według sondażu Eurobarometr, wykonanego na zlecenie UE w 2006 roku, 69% Duńczyków popiera zalegalizowanie małżeństw homoseksualnych, a 44% prawa adopcyjne dla osób tej samej płci.
W Danii istnieje duża scena gejowska. Jej centrum jest Kopenhaga. Miasto to dysponuje dziesiątkami lokali (puby, bary, dyskoteki, sauny, hotele, restauracje itp.) gejowskich i gay-friendly. Ponadto w każdym dużym (ponad 100 tys. mieszk.) mieście i niektórych mniejszych istnieje przynajmniej jeden lokal, w którym geje i lesbijki mogą czuć się w miarę swobodnie.
Wydawane są tam publikacje, działają liczne organizacje zajmujące się niesieniem pomocy przedstawicielom LGBT o zasięgu ogólnokrajowym i regionalnym. Każdego roku ulicami stolicy maszerują parady mniejszości seksualnych (gay pride parade). Najliczniejszą tego typu imprezą była parada w 2005 roku, która zgromadziła około 50 000 uczestników.
Duński Kościół protestancki jest jednym z najbardziej otwartych wobec par homoseksualnych kościołów na świecie. Od 1995 roku rozpoczął udzielanie błogosławieństw (nie małżeństw) parom homoseksualnym.